# 髙原春季
髙原 春季（たかはら はるき、1999年3月13日 - ）は、日本の女子バスケットボール選手である。ポジションはスモールフォワード。Wリーグの東京羽田ヴィッキーズ所属。

## 来歴
大阪府出身。
大阪薫英女学院高校でインターハイ・ウィンターカップベスト4。
2017年、アイシン ウィングス（当時アイシン・エィ・ダブリュ）に加入。年代別日本代表や3×3日本代表にも選出。
2022年、東京羽田ヴィッキーズに移籍。

## 日本代表歴
- 2015年U16アジアカップ
- 2016年U17ワールドカップ
- 2016年U18アジアカップ
- 2017年U19ワールドカップ